# Apicultor (pintura de Kramskói)
Apicultor (en ruso: Пасечник, romanizado: Pásechnik) es un cuadro del artista ruso Iván Kramskói (1837–1887), pintado en 1872. Forma parte de la colección de la Galería Tretiakov en Moscú. Tamaño de la pintura: 63,5 × 49,2 cm.
En las cartas de Kramskói, en las primeras exposiciones y en los catálogos, también se utilizaron otros nombres para esta pintura: «El viejo en la granja de abejas», «El viejo se ha convertido» y «En el colmenar».

## Historia
La pintura se presentó en la tercera exposición de la Sociedad de Exposiciones de Arte Itinerantes («Peredvizhniki») en San Petersburgo en 1874  .
La pintura fue comprada al autor por Kozma Soldationkov y pasó a formar parte de su colección. En 1901, tras la muerte de Kozma Soldationkov, según su testamento, la pintura fue trasladada al Museo Rumyantsev en Moscú, desde donde en 1925 pasó a la colección de la Galería Tretiakov.

## Descripción
El cuadro «El apicultor» pertenece a una serie de retratos campesinos de Kramskói, a la que, además de él, pertenecen «Miller» (1873, Museo Estatal Ruso en San Petersburgo), «Polesovschik» (1874, Galería Tretiakov), «Contemplador» (1876, Museo Estatal Ruso), «Mina Moiseev» (1882, Museo Estatal Ruso) y otras obras.
El cuadro representa a un viejo apicultor sentado a descansar. Tiene una guadaña en sus manos y detrás de su espalda hay un colmenar con colmenas para abejas. Se siente que, a pesar de su vejez, trabajar en el colmenar es el sentido de su vida. El ambiente optimista se ve acentuado por los colores claros del soleado paisaje estival.
En la obra de Kramskói, esta pintura se convirtió en «una de las primeras imágenes naturales creadas directamente sobre el fondo de un paisaje».

## Reseñas
El escritor Vladimir Porudominski escribió sobre este cuadro en su libro sobre Kramskói: 

«Apicultor: un anciano luminoso (“Dios ha iluminado”) en un prado entre montones de colmenas; flores fragantes, hierbas altas están por todas partes, y él está en camisa blanca, sentado con una guadaña (“Estrella se ha convertido” es otro título del cuadro) — eso es, la vida ha sido vivida, su pelo se ha plateado, sus manos han trabajado duro, sus hombros se han doblado, la bondad del anciano es de impotencia, se ha sumido en el pensamiento, algo lejano, no la hierba espesa de hoy se ha borrado de su memoria; el hombre no puede levantarse, no puede agitar su guadaña».
«Пасечник: светлый („просветлил господь”) старичок на лугу среди колод ульев; кругом цветы душистые, высокие травы, а он в белой рубахе, присел с косой („Стар стал” — другое название картины) — всё, прожита жизнь, волосы посеребрила, натрудила руки, согнула плечи, благость старичка от бессилия, ушел в думу, что-то далёкое, несегодняшнее густой травой выбилось в памяти; не подняться мужичку, не взмахнуть косой».